# Bombardiranje Pule u Drugom svjetskom ratu
Bombardiranje Pule u Drugom svjetskom ratu trajalo je od siječnja 1944. do ožujka 1945. godine. Iako su ratna razaranja pretrpjeli i ostali hrvatski gradovi, savezničko bombardiranje Pule može se usporediti s bombardiranjem Zadra koje je trajalo od studenog 1943. do listopada 1944. godine. Glavni razlog savezničkog bombardiranja Pule bio je strateški položaj grada kao i velika ratna luka koja se nalazila u to vrijeme pod njemačkom vojnom upravom. U svojoj 3000 godina dugoj povijesti Pula nikad prije nije doživjela ovakvo razaranje koje je kasnije dovelo do potpuno izmijenjenog izgleda grada.

## Položaj Pule prije Drugog svjetskog rata
Pula je kraj Prvog svjetskog rata dočekala u sastavu Austro-Ugarske Monarhije koja je započela svoj raspad. Sva slavenska područja okupila su se u Državu Slovenaca, Hrvata i Srba. Ova je država obuhvaćala dijelove današnjih država Italije, Slovenije, Hrvatske, Bosne i Hercegovine, Crne Gore i Srbije. U Puli je krajem 1918. godine izvršena predaja austrougarske ratne mornarice novoosnovanoj Državi SHS. Na zastavnom brodu admirala Janka Vukovića-Podkapelskog spušten je barjak Austro-Ugarske uz izvođenje austrougarske himne, a uz izvođenje Lijepe naše podignut je hrvatski barjak. Ovo je bio prvi put da se na nekom ratnom brodu zavijorila hrvatska zastava. Usprkos svemu, talijanski diverzanti par dana nakon proglašenja Države SHS potopili su 1. studenog 1918. SMS Viribus Unitis, a s brodom na dno pulskog zaljeva otišao je i njegov zapovjednik Podkapelski.
U grad je ubrzo umarširala talijanska vojska koja je prema odredbama tajnog Londonskog ugovora htjela dočekati pregovore u što boljem položaju. Pula je tako ostala pod talijanskom upravom sve do početka rata. Prisutno slavenskom, većinom hrvatsko, stanovništvo započelo je iseljavanje u Jugoslaviju ili u nove prekomorske krajeve. Hrvatsko stanovništvo koje je ostalo na području Istre proživjelo je razdoblje prisilne talijanizacije kojom su se pokušala ukloniti sva netalijanska obilježja na području Istre. Na područje Istre započelo je naseljavanje stanovništva iz matičnih talijanskih krajeva koji su uglavnom podupirali novu fašističku talijansku upravu.

## Od početka rata do prvog bombardiranja
Pula je rat dočekala pod talijanskom upravom. Iako je imao velike ratne kapacitete, grad nije pretrpio nikakva razaranja uglavnom zbog napredovanja osovinskih sila diljem Europe. Savezničko napredovanje na području Apeninskog poluotoka dovelo je do pada Mussolinija i kapitulacije Italije 8. rujna 1943. godine.
Nakon talijanske kapitulacije u Istri je uslijedio masovni narodni ustanak. Vrhunac tih događanja bila je odluka od 13. rujna 1943. kojom Okružni NOO-a za Istru, kao njen tadašnji predstavnik i jedini nositelj vlasti, izražava težnju i odlučnost istarskoga naroda da se Istra "priključuje matici zemlji i proglašuje ujedinjenje s ostalom našom hrvatskom braćom" te da s oružjem u rukama stane na branik stečene slobode.
Istru su 4. listopada iste godine okupirali Nijemci. Pula je tako nakon talijanske došla pod njemačku upravu. Wehrmacht je preuzeo sva zatečena ratna postrojenja u gradu. Ubrzo nakon toga, a posebice savezničkim napredovanjem u ostalim dijelovima Europe započela su nepovoljna vremena za Pulu.

## Zračni udari na Pulu i posljedice bombardiranja
Samo tri mjeseca nakon njemačke okupacije uslijedilo je prvo savezničko bombardiranje grada 9. siječnja 1944. godine. Od tada pa sve do 15. ožujka 1945., kada je pogođen Augustov hram, grad je više puta bio bombardiran od anglo-američkog zrakoplovstva. Budući da su u Pulu dolazili prognanici iz Zadra i s ostalih dijelova Jadrana, u bombardiranjima su uglavnom ginuli civili. Saveznici su bombardirali i samu povijesnu jezgru Pule pritom oštetivši mnoge povijesne spomenike.
Budući da je Pula bila jedan od najvažnijih podmorničkih centara na Jadranu, u prvom valu bombardiranja grada 9. siječnja 1944. stradala je nekadašnja podmornica talijanske ratne mornarice Nautilo klase Triton serije I. Kasnije je ova podmornica izvučena, rekonstruirana i preimenovana u U-802 Sava koja se nalazila u sastavu JRM-a.
U više od godinu dana bombardiranja stanovništvo je koristilo brojna skloništa koja su izgradile vojske tijekom svoga boravka u Puli. Brojni austrougarski podzemni tuneli koji i danas presijecaju Pulu bili su idealno skrovište ne samo za stanovništvo već i za ratnu opremu koja se nalazila u pulskom arsenalu. Najvažniji strojevi iz arsenala unešeni su tunele koji prolaze ispod Monte Zara, a čijih se desetak ulaza nalazi uz današnju Arsenalsku ulicu. Ondje su strojevi položeni na posebne nosače ugrađene na zidovima tunela.
Savezničkim bombardiranjem porušen je zapadni dio starog grada koji je predstavljao tipičnu mediteransku urbanističku strukturu. Iako su temelji znatno porušenih kuća ostali sačuvani, odlučeno je ukloniti sve ruševine na potezu od Foruma do kapele sv. Marije Formoze. Uklonjeno je ukupno 120 zdanja među kojima se nalazio i niz manje oštećenih i neoštećenih zgrada. Time je zauvijek nestao dio grada, vrijedna povijesna urbana struktura koja je, umjesto obnove, zamijenjena velikim ozelenjenim površinama, netipičnim za mediteranska povijesna središta. Danas se na ovom prostoru nalazi Park grada Graza s prikazanima arheološkim iskopinama.
Početkom 1944. godine anglo-američko zrakoplovstvo je tijekom bombardiranja Pule razorilo zgradu Hidrografskog instituta smještenom na vrhu brda Monte Zaro. Djelomično je ostao sačuvan samo dio gdje se nalazila Zvjezdarnica, u kojemu je nakon djelomične obnove 1947./1948. godine smještena meteorološka postaja ratne mornarice. Nakon uklonjenih ostataka ruševina na ovom je mjestu kasnije sagrađen dječji vrtić.
Od antičkih povijesnih spomenika najviše je stradao Augustov hram koji je gotovo u cijelosti porušen. Pomnijim promatranjem još se uvijek vide obnovljeni zapadni zidovi, kao i dijelovi stupova na hramu. Također je porušena i zgrada koja se nalazila na zapadnoj strani hrama, a umjesto koje se danas nalazi park sa spomenikom Ruži Petrović.
Par mjeseci nakon oštećenja Augustova hrama, Pula je oslobođena 5. svibnja 1945. godine.

## Vanjske poveznice
- Pula
- Povijest Pule
- Drugi svjetski rat